# كريس جونسون (لاعب كرة قاعدة)
كريس جونسون (بالإنجليزية: Chris Johnson) (و. 1984  م) هو لاعب كرة قاعدة، من الولايات المتحدة، ولد في نيبلز، يلعب كقاعدي ثالث ‏، وقاعدي أول ‏.

## روابط خارجية
- كريس جونسون على موقع دوري كرة القاعدة الرئيسي (الإنجليزية)
- كريس جونسون على موقعبيزبول رفرنس.كوم (الدوري الرئيسي) (الإنجليزية)
- كريس جونسون على موقعبيزبول رفرنس.كوم (الدوري الثانوي) (الإنجليزية)
- كريس جونسون على موقع إي إس بي إن.كوم (أم.أل.بي) (الإنجليزية)
- كريس جونسون على موقع مشجعي الرسوم البيانية (الإنجليزية)